# Ute Steffens

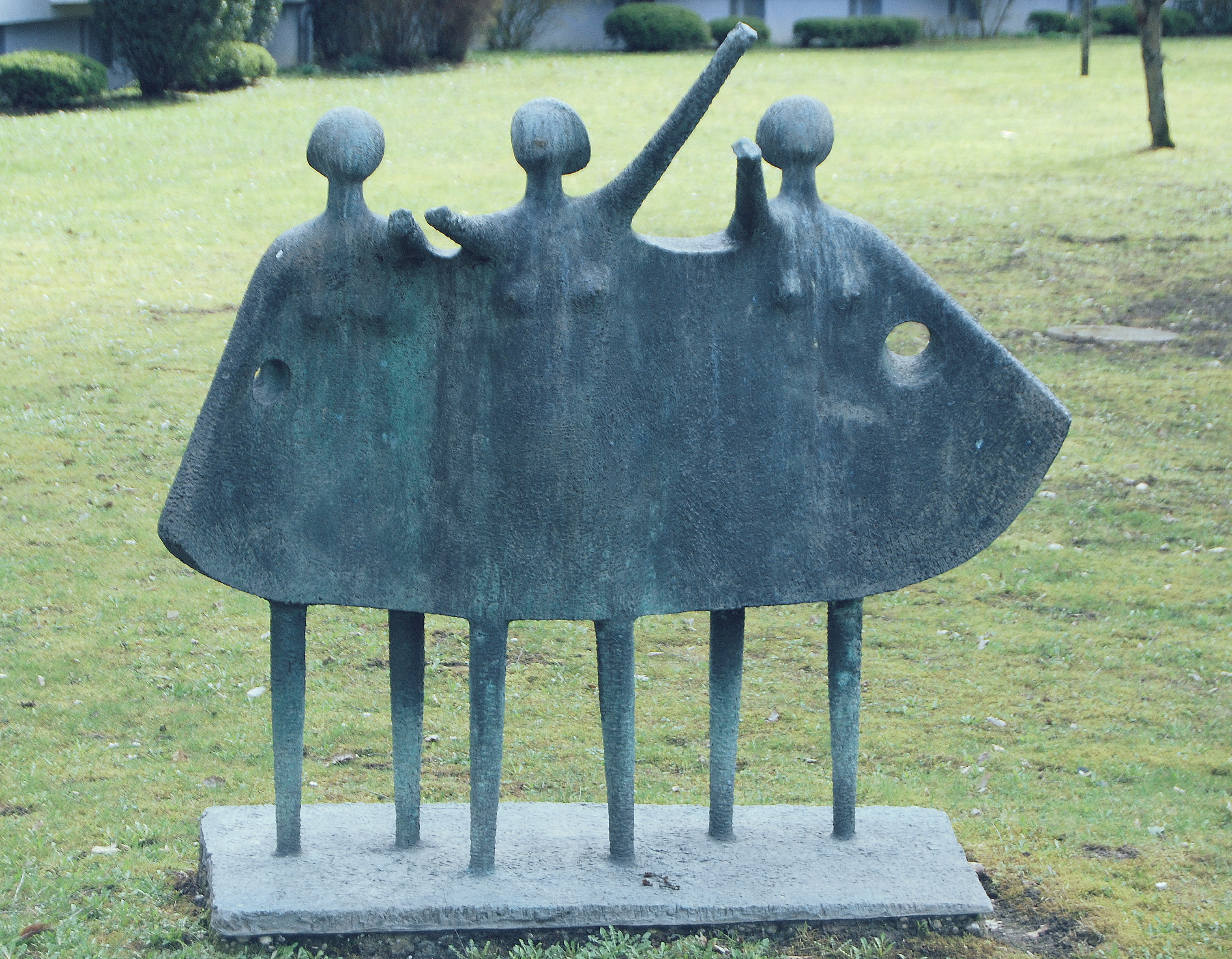
Trio, Bronze, 1974, Ostpreußenstraße 1–3, Wiesbaden-Rambach

Ute Steffens (* 29. Dezember 1940 in Königsberg/Ostpreußen; † 10. Oktober 2020 in Bad Schwalbach) war eine deutsche Bildhauerin und Malerin, die in den 1960er Jahren in Portugal eine neue Heimat und dort eine „außergewöhnliche Beachtung in der Öffentlichkeit“ fand, welche sich in diversen Einzelausstellungen, Auszeichnungen und Ankäufen ausdrückte.

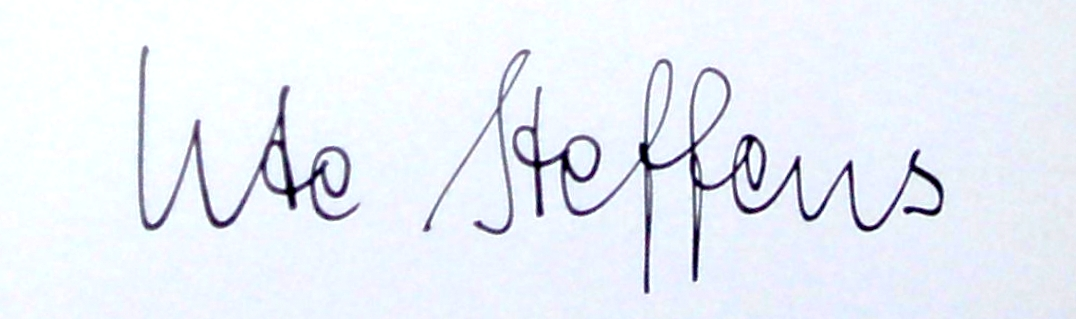
Signatur Ute Steffens’

## Leben
Ute Steffens wurde im Januar 1945 aus Ostpreußen vertrieben und wäre während ihrer Flucht fast an einer Blinddarmentzündung gestorben, wäre sie nicht in einem ungarischen Lazarettzug behandelt worden. Nachdem sie als Kind noch eine Zeit auf einem Hofgut in Westfalen bei Espelkamp gelebt und das Neusprachliche Gymnasium in Bielefeld besucht hatte, studierte sie von 1959 an an der Akademie der bildenden Künste in Stuttgart, wo sie Schülerin der Professoren Peter Otto Heim (1896–1966) und Otto Baum war. Anschließend wechselte sie an die Kunsthochschule Hamburg, wo sie bis 1962 Kurse bei Professor Gustav Seitz und Rudolf Müller besuchte.

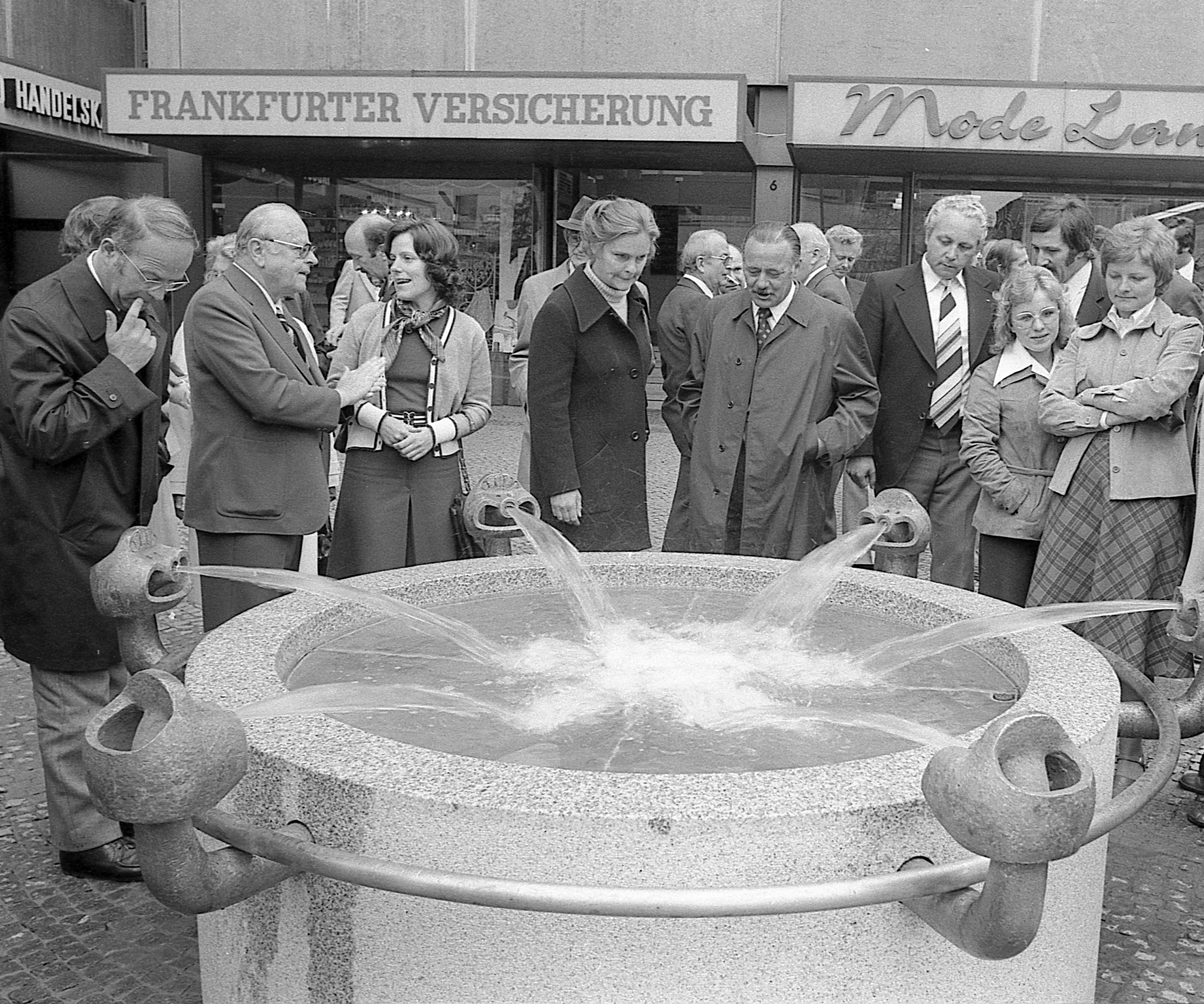
Einweihung eines Brunnens am 4. Juni 1976, Heinrichstraße/ Bahnhofstraße in Fulda, in der Mitte Ute Steffens

Hieran schlossen sich Studienreisen in die Schweiz, Österreich, Belgien, Frankreich, Spanien und Portugal an. Sie hatte dort 1964 ihre erste Einzelausstellung im Palácio Foz in Lissabon, wo sie die folgenden fünf Jahre lebte und die ersten großen Erfolge und öffentliche Anerkennung erlebte.
Ab 1967 lebte sie in Wiesbaden und musste erneut „entbehrungsreiche Jahre“ mit einem „zermürbenden Kampf um eine menschenwürdige Wohnung, um ein kleines Atelier“ erfahren, bis auch in Deutschland Privatpersonen und öffentliche Stellen, wie das Hessische Kultusministerium, ihre Arbeit durch Ankäufe förderten. Sie lebte bis zu ihrem Tod in Wiesbaden-Biebrich, in einem Haus, dessen Möbel sie nach eigenen Entwürfen ausgestattet hatte. Sie verstarb in einem Pflegeheim in Bad Schwalbach und fand ihre letzte Ruhestätte auf dem Südfriedhof in Wiesbaden.
Zeit ihres Lebens blieb Steffens ihrer Geburtsstadt Königsberg verbunden; sie bezeichnete ihre ostpreußische Heimat als die Landschaft, „wo die Welt am schönsten (…) gewesen wäre“, hätte sie diese Heimat nicht im Alter von fünf Jahren durch Vertreibung verloren.

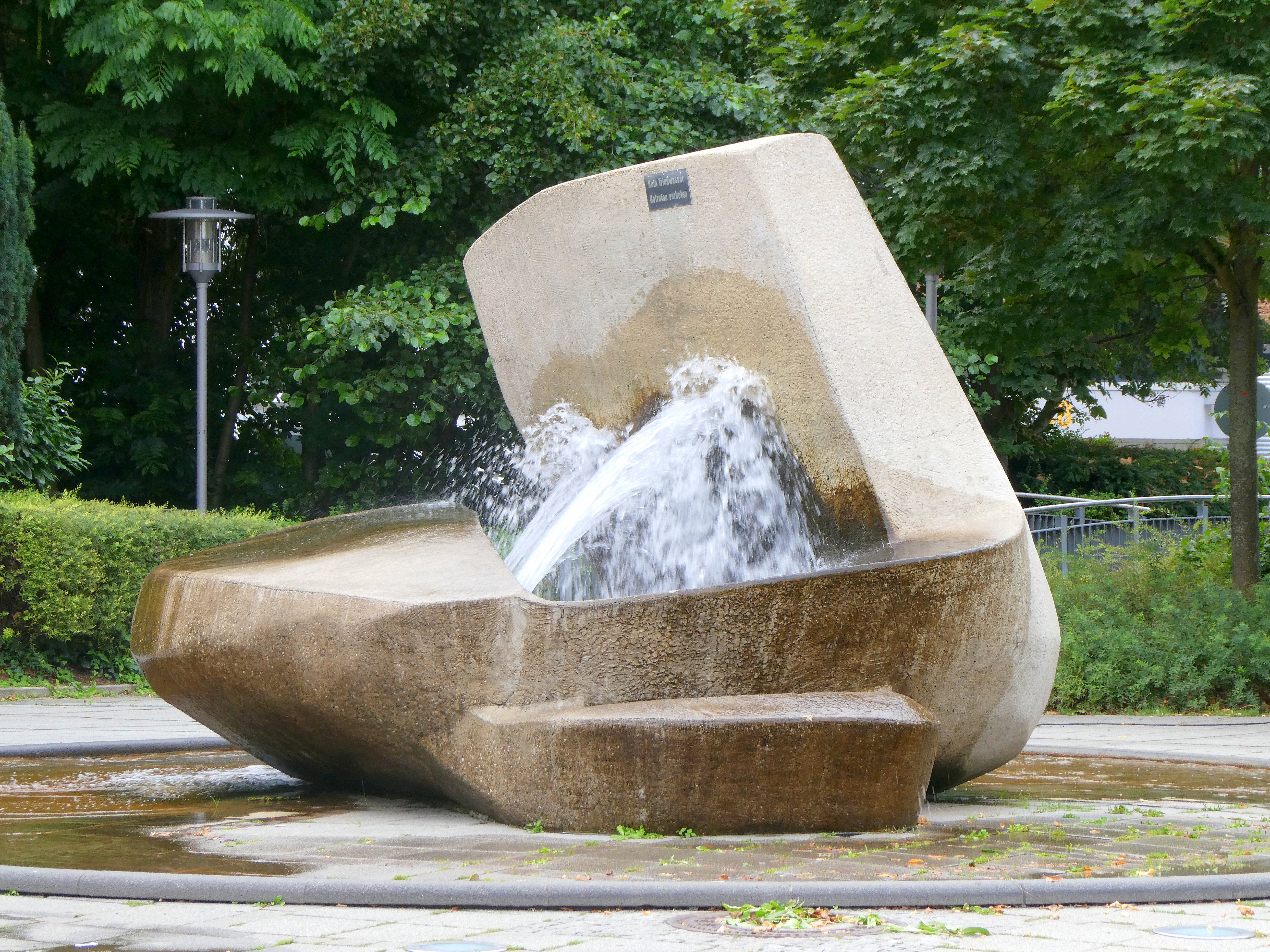
Brunnenplastik in Eschborn, Rathausplatz, entstanden 1972/1974

## Werk
Neben Einzelausstellungen beschickte Steffens diverse Gruppenausstellungen in Portugal und Deutschland, so beispielsweise in Lissabon, Estoril, Porto, Evora und Belém. Im Juli 1966 erhielt sie für ihren Beitrag in der Ausstellung im Salon Arte Moderna in Estoril den Ersten Preis in der Sparte Skulptur.
1967 nahm sie an der Gruppenausstellung Wiesbadener Künstler im Nassauischen Kunstverein teil, die im Landesmuseum Wiesbaden stattfand. Eine Einzelausstellung veranstaltete im März 1968 das kabinett i in Wiesbaden, zu der auch ein Katalog mit weitergehenden Informationen zu Leben und Werk erschien. Im Jahr 1974 wurde ihre Bronzeskulptur Trio am Eingang der Ostpreußenstraße 1–3 in Wiesbaden-Rambach aufgestellt, die von der Gemeinnützigen Wohnbaugesellschaft der Stadt Wiesbaden in Auftrag gegeben worden war. Im Jahr 1986 beteiligte sich die Künstlerin an der Ausstellung Ost- und Westpreußischer Künstler aus Wiesbaden, die im Haus der Heimat in Wiesbaden stattfand.
Techniken
Steffens führte ihre Skulpturen in Marmor, Granit und gebranntem Ton aus; für ihre Zeichnungen verwendete sie Graphit, Holzgriffel, Tusche, Kohle, Rötelstift, Pinsel und Zeichenfedern.
Sujets
Steffens sah den Schwerpunkt ihrer Themen in der Bildhauerei beim Menschen und seinem Abbild: „Ich werde beim Menschen bleiben“, „das Menschliche stellt mir die Aufgabe“.

## Bewertung des Werks
Steffens wurde von Kritikern „eine ganz persönliche künstlerische Handschrift“ attestiert, die sich in einer „vielschichtigen Ausdrucksskala“ zeige und „Traditionsbewußtsein“ mit einer „zeitgenössischen Formensprache“ verbinde.

## Ausstellungen
Einzelausstellungen
- 1964: Palazio Foz in Lissabon, Portugal
- 1968: im kabinett i in Wiesbaden, Hasengartenstraße 19
- 1970: im Carl-Zeiss-Saal in Oberkochen
- 1973: Düsseldorf
- 1974: Erlangen

## Skulpturen im öffentlichen Raum
- Skulptur Dueto, angekauft vom Hotel Estorial-Sol, Porto
- Meditation, in der Ostdeutschen Galerie, Regensburg
- Skulptur Tröstung, angekauft vom Bundesministerium für Vertriebene, Flüchtlinge und Kriegsgeschädigte
- 1972: Skulpturengruppe Trio, Wiesbaden-Rambach
- 1976: Eschborn, Brunnenplastik
- 1976: Fulda, Brunnenplastik
- 1988: Die Erwachende, angekauft vom Hessischen Kultusministerium, Wiesbaden

Im Besitz des Kulturamts der Landeshauptstadt Wiesbaden befinden sich:
- 1964: Kreuz, Bronze
- 1965: Tröstung, Bronze
- 1972: Entfaltung, Bronze

## Auszeichnungen
- 1969: Förderpreis der Landsmannschaft Ostpreußen
- 1971: 1. Preis beim Brunnen-Wettbewerb

## Veröffentlichungen
- Ingrid Nedo: Meisterwerke aus der Ostdeutschen Galerie Regensburg: Malerei und Plastik. Ostdeutsche Galerie Regensburg. Eigenverlag, Regensburg 1984.
- Christof Dahm, Hans-Jakob Tebarth: Die Bundesrepublik Deutschland und die Vertriebenen: Fünfzig Jahre Eingliederung, Aufbau und Verständigung mit den Staaten des östlichen Europa. Kulturstiftung der Deutschen Vertriebenen, 2000.
- Carl Emde (Vorwort): Ute Steffens – Skulpturen und Zeichnungen. Katalog. kabinett i, Wiesbaden 1968.